# Мстислав
Мстисла́в — мужское двухосновное русское личное имя древнерусского происхождения; образовано от основ слов др.-рус. мстити — «мстить || наказывать, защищать» + слава. 
Одно из немногих славянских имён, принятых Русской православной церковью в список крестильных имен.

## Известные носители
- Мстислав Владимирович:[править]  -  Мстислав Владимирович Храбрый (ум. 1036) — сын Владимира Святославича, князь тмутараканский и черниговский.
  -  Мстислав Владимирович Великий (1076—1132) — сын Владимира Мономаха, великий князь киевский.
  -  Мстислав Владимирович (ум. после 1203) — сын Владимира Мстиславича.
- Мстислав Давыдович Смоленский (?—1230) — князь Смоленский (1219—1230)
- Мстислав Давыдович:[править]  -  Мстислав Давыдович (князь новгородский) (ум. 1187)
  -  Мстислав Давыдович (князь смоленский) (ум.1230)
  -  Мстислав Давыдович (князь новгород-северский) (род. 1193)
- Мстислав Изяславич:[править]  -  Мстислав Изяславич (ум. 1069) — князь новгородский (1054—1067) и полоцкий (1069).
  - Мстислав Изяславич (ок. 1125/1126—1170) — князь волынский, киевский.
- Мстислав Мстиславич Удатный (устар. Удалой; ?—1228) — великий князь галицкий и торческий
- Мстислав Романович Старый (?—1223) — великий князь киевский (с 1212)
- Мстислав Ростиславич:[править]  -  Мстислав Ростиславич Храбрый (ум. 1180) — внук Мстислава Великого, князь белгородский, смоленский, новгородский.
  -  Мстислав Ростиславич (ум. 1179) — внук Юрия Долгорукого, князь новгородский, ростовский.
- Мстислав Святополкович (? — 1097 или 1099) — князь Брестский (1093—1097), князь Новгород-Северский (1095—1097), князь Владимиро-Волынский (с 1097)
- Мстислав Юрьевич:[править]  -  Мстислав Юрьевич (ум. после 1161) — князь пересопницкий, новгородский, сын Юрия Долгорукого.
  -  Мстислав Юрьевич (ум. 1238) — сын Юрия Всеволодовича.
- Мстислав Ярославич Немой (?—1226) — князь луцкий
- Мстислав-Борис Давыдович Новгородский

- Мстислав — князь ободритов (995—1018)

- Мстислав (Волонсевич) (1906—1978) — епископ Русской православной церкви, архиепископ Кировский и Слободский.
- Мстислав (Дячина) (род. 1967) — епископ Русской православной церкви, епископ Тихвинский и Лодейнопольский.
- Мстислав (Скрипник) (1898—1993) — украинский церковный деятель, патриарх Украинской автокефальной православной церкви.

- Мстислава (Фокина) (1895—1938) — монахиня Русской православной церкви, преподобномученица.

## Именины
- 28 апреля — день поминовения Св. блгв. князя Мстислава (в крещении Фёодора), великого князя Киевского.
- 27 июня — день поминовения Св. блгв. князя Мстислава (в крещении Георгия) Храброго, Новгородского.